# Gary W. Billings
Gary W. Billings, en kanadesisk amatörastronom.
Minor Planet Center listar honom som G. W. Billings och som upptäckare av 6 asteroider.
Asteroiden 73703 Billings är uppkallad efter honom.

## Asteroider upptäckta av Gary W. Billings
| 13405 Dorisbillings | 21 september 1999 |
| 40463 Frankkameny   | 15 september 1999 |
| 429171999 SU        | 21 september 1999 |
| 498691999 XG        | 12 december 1999  |
| 664881999 RD        | 15 september 1999 |
| 1022331999 TJ       | 10 oktober 1999   |